# Hoya diversifolia
Hoya diversifolia ist eine Pflanzenart der Gattung der Wachsblumen (Hoya) aus der Unterfamilie der Seidenpflanzengewächse (Asclepiadoideae). 

## Merkmale
Hoya diversifolis besitzt kräftige, sich windende oder kletternde Triebe mit glatter, brauner Oberfläche. Sie können recht dick werden und verholzen. Sie wachsen terrestrisch oder als Epiphyten auf Bäumen. Die ausdauernden Blätter sitzen auf dicken, etwa 0,7 bis 2 cm langen Stielen. Die Spreite ist elliptisch bis umgekehrt oval und misst etwa 13 × 5 cm. Sie sind leicht sukkulent, dickfleischig mit matter Oberfläche. Der Blütenstand ist 1 bis 20-blütig, die gestielte Scheindolde konvex gewölbt und aufrecht stehend. Der starre Stiel des Blütenstands wird bis etwa 3,5 cm lang. Die einzelnen Blüten sitzen ebenfalls auf Stielen, diese werden bis etwa 2 cm lang. Die Kelchblätter sind stumpf-elliptisch und apikal mit Wimpern besetzt. Die Blütenkrone misst etwa 1,3 cm im Durchmesser und hat eine hellrosa Farbe. Die Kronblattzipfel sind oval gerundet, die Ränder sind jeweils umgebogen. Die Nebenkrone ist flach und dunkelrosa gefärbt. Die interstaminalen Nebenkronenzipfel sind breit. Der äußere Fortsatz ist rund, der innere Fortsatz zugespitzt. Die spindeligen Früchte messen 6 bis 14 cm in der Länge und etwa 0,6 cm im Durchmesser.
Die Chromosomenzahl beträgt 2n = 22.

## Geographisches Vorkommen
Die Art kommt in Kambodscha, Laos, Vietnam, Thailand, Myanmar, Malaysia, Singapur und in Indonesien vor.

## Taxonomie
Das Taxon wurde von Blume 1825 erstmals beschrieben. Der Holotyp wurde im östlichen Java gesammelt.